# Копное право
Копное право — совокупность народных юридических норм и обычаев, мирское самоуправление, форма прямой демократии. Копа́ (копна́, скоп народа, укр. круг, мир, сходка, громада) — собрание сходатаев для решения вопросов, связанных с жизнью общины. Копной суд считается некоторыми историками одним из древнейших коллегиальных судебных органов на территории славянских государств. Согласно определению общинного права как обычного права, определяющего взаимные отношения людей в общине, применяемого общиной самостоятельно без участия государства — копное право является формой общинного права.

## Этимология
Слово «копа» («купа») — являет собой древний славянский корень, встречающийся в таких словах как «скопом», «совокупность», «скопище», «копна», «копить», «копать» и т. д. В южнославянских языках синонимом слова «собрание» (сборщина) по-прежнему является слово «скупщина», именно скупщиной именуются парламенты в некоторых республиках бывшей Югославии. «В актах XVII века слово копа исчезает и употребляется везде слово громада».
Копа собиралась для совещания, то есть на вече. Новгородское вече — это разновидность городского копного права.

## История изучения
Исследованием копного права занимался в середине XIX века Николай Дмитриевич Иванишев, ректор Киевского Университета им. Св. Владимира. Он является автором книги «О древних сельских общинах юга России», где рассказал об основных принципах копного права, опираясь на примеры актовых книг XVI и XVII веков.
Николай Павлович Павлов-Сильванский рассмотрел мирское самоуправление в книге «Феодализм в Древней Руси» (издательство Брокгауз-Ефрон, 1907 год), где разделил мирское самоуправление и общинное землевладение, а также указал на разрушение общинного права с приходом крупного землевладения.

## Понятие

### Функции
Копа могла открывать и преследовать преступников, судить и наказывать их, присуждать и доставлять обиженному вознаграждение и, наконец, не допускать нарушения законов копы. На скопище (собрании) устанавливалась, согласно праву копы, круговая порука, когда вся община отвечала за проступки своих членов, а также ручалась за безопасность жизни и имущества как своих, так и пришельцев. При уголовном деле копа вела «расспрос», а также искала преступника, устанавливала его «лик» (от этого происходит слово «улика»).

### Состав
Численность копы могла колебаться от 100 до 300 человек. «Копа собиралась в центральном месте сельской общины, которое называлось коповище или копище, и занималась исследованием и решением дел под открытым небом. Для исследования дел уголовных копа собиралась на месте преступления: в дубраве, в бору, под горою. Если нужно было решить спор о поземельной собственности, то копа собиралась на спорной земле; а когда в округе общины оказывался труп убитого человека, то копа собиралась в том месте, где находился труп или его разрозненные члены». Собиралась копа под звон била, колокола, также на копу созывали подачей светового сигнала — костра.
Одно многолюдное селение могло составлять отдельную общину. Такую общину составляло, например, село Богуринское в Луцком повете (Волынское воеводство), принадлежавшее нескольким помещикам. Но общины, состоящие из одного селения, встречались редко; большей частью они включали в себя несколько (от четырёх до десяти) соседних близлежащих весей (сёл), сходатаи которых собирались в особом месте («местечке»). Откуда до сих пор сохранилось название главного села (теперь районного центра) — «мисто». Со временем главное село могло перерасти в город, который сохранял в своём управлении копное право, а его жители назывались мищанами (мещанами).
Правом прийти на копу пользовались лишь домохозяева, женатые мужчины, имевшие кроме собственности и постоянную оседлость. Это были старейшины — главы родов. Их ещё называли сходатаи, судьи копные, мужеве, обчие, то есть общинные мужи. Сыновья и братья, не имевшие отдельных хозяйств, а также женщины являлись в собрание только по особому требованию копы, как правило, для свидетельских показаний.
Присутствовали на копе и старцы, мнение которых спрашивали в тех случаях, когда нужно было вынести приговор на основании давнишних решений копы. Однако, старцы и сходатаи — это не одно и то же. Старцы не имели права голоса на копе, но их советы играли решающую роль.
Присутствовал на копе и священник, он приводил подсудимых к присяге.

### Правовые принципы
Копное право основывалось на правиле единогласия — прихода к единому мнению всех собравшихся сходатаев.
На копе поощрялось индивидуальное прощение пострадавшим обидчику, а также искренне всенародное раскаяние преступника. Обязательно учитывалось прощение смертельно раненного и его последняя воля.
Ведению копного суда подлежали все лица простого сословия, имевшие оседлость в округе сельской общины, как, например, крестьяне, свободные поселенцы и мещане городов, не пользовавшихся магдебургским правом. В некоторых случаях власть копы простиралась и на самих помещиков: последние могли добровольно представлять копе решение возникавших между ними споров; но копа могла производить и следствие над помещиком, имевшим, впрочем, право требовать, чтобы дальнейшее исследование дела было предоставлено уряду гродскому.
В порядке судопроизводства копа следовала своим древним обычаям; совокупность их называлась в памятниках копным правом; некоторые обычаи этого права вошли в состав литовского статута. По началам копного права, обиженному самому предоставлялось отыскивать своего шкодника (обидчика), собирать доказательства и т. д., что называлось обыском; если истец не мог отыскать шкодника, то он требовал собрания копы. Неявившееся селение по приговору копного суда должно было удовлетворить истца, а само могло искать виноватого.
По установившемуся обычаю, копа всякое дело старалась закончить в три собрания; на первом, если ей нужно было по горячим следам открывать преступление, она называлась горячей, а с третьего — завитою или головною. До завитой копы доходили лишь запутанные дела. Для разъяснения обстоятельств преступления и для открытия виновного копа употребляла два способа: опыт, то есть расспрос на копе сходатаев и других лиц, и лик, то есть исследование улик.
Истец мог объявить, кого он считает преступником, а также мог изъявить подозрение, что кто-нибудь знает преступника, но не хочет его выдать; обвиняемый или подозреваемый должен был дать вывод, то есть очистить себя от подозрения; истец мог требовать, чтобы обвиняемый был подвергнут пытке.
Если после трёх сходок копа объявляла, что не знает ни о преступлении, ни о преступнике, то истец мог выбрать нескольких мужей и потребовать от них присяги в том, что они ничего не знают; если избранный отказывался от присяги, он должен был удовлетворить истца.
Если преступником были оставлены следы, истец, собрав копу, гнал след; каждое селение обязано было отвести след от своих земель; если селение отказывалось отвести след, то должно было удовлетворить истца за причиненный преступником вред. Если истец, производя обыск, отыскивал своего шкодника в каком-нибудь селении, то обращался к сельской громаде, которая, выслушав жалобу истца, обязана была выдать преступника; последний препровождался на место преступления и предавался копному суду; приговорённый к смертной казни тотчас передавался в руки палача.
Когда ответчик отказывался исполнить приговор копного суда, то сходатаи приглашали возного, излагали ему дело и вместе с ним отправляли от себя посланцев в уряд гродский для записи приговора в актовые книги. Постановления свои, или декреты, копный суд большею частью объявлял в словесной форме, но иногда излагал на бумаге.
Решения копного суда исполнялись немедленно, и обжаловать их было практически невозможно.

## Разложение общинного права в эпоху феодализма
Мирское общинное самоуправление было присуще германским народам. Но с началом христианизации, и заменой общинно-родового уклада на феодальный, она начинает вытесняться сначала из Западной Европы, а потом и с территории Руси. При Ярославе Мудром на Руси появилась «Русская Правда» — первый писаный уголовно-правовой феодальный кодекс нашей древности. Его аналоги давно уже существовали в Западной Европе. Первоначально государство существовало как надстройка над мирским самоуправлением, однако затем произошла постепенная узурпация общинных функций аристократией и крупными землевладельцами. По словам Милюкова «центральная политическая власть закрепила под собой военно-служилый класс, занявший место отсутствовавшей—или слишком слабой—местной земельной аристократии, а этот служилый класс закрепил под собой крестьянство».
Следы общинных судов находятся уже в Русской Правде. Ясные и определённые указания о существовании сельских общин с народными копными судами и с древним обычным правом в первый раз находятся в литовском статуте всех трёх редакций. По статуту сельская община является уже стародавним установлением, и копа производит суд и расправу по стародавним обычаям. Третий литовский статут, 1588 г., распространил копные суды., существовавшие в юго-западной Руси, на некоторые другие области, входившие в состав польского королевства. Тем не менее, в XVI и XVII вв. копные суды находятся уже в упадке, а в середине XVIII в. совершенно исчезают, главным образом вследствие усиления власти помещиков. Копное право становится неподвижным и основывается только на старине и давности, вследствие чего перестаёт соответствовать новым условиям общественной жизни.
Наибольшего развития копные суды достигли в западной и юго-западной Руси; но имеются сведения о существовании их, с одной стороны — в Жмуди, с другой — в левобережной Украине, ещё в XVIII веке.
На Русь с Запада активно начало наступать писаное, посполитное (польское) право, а также Магдебургское право для больших городов. Принявшие такое «право» жители городов на копу больше не являлись, а управлялись уже по другим законам. Окрестные сёла произвольно приписывались к такому городу и назывались «околичными». Вместе с Магдебургским правом на сельские общины начала распространяться и власть помещиков. Поначалу помещик владел землями лишь формально; он собирал налоги, а власть принадлежала копе. Но под натиском крепостного права копа перерождается постепенно в сельский суд, на который приглашаются от каждого села по одному сходатаю, а помещик со священником, урядником и несколькими своими приятелями вершат дела так, как им нужно. С 1557 г. помещики получают право даже казнить своих крестьян. Иначе говоря, теперь «характер её функций определялся волей владельца: допускал ли он выборность мирских управителей, как им определялись границы их прав, насколько он стремился поставить под контроль повседневную жизнь крестьян и т. д.»
К XVI в. копной суд сохранился как окружной коллегиальный суд широкой компетенции для простолюдинов, состоявший из непостоянного количества копных мужей и старцев, в зависимости от важности дела легитимный копной суд мог состоять из 10-20 человек. Феодалы часто возбуждали дела именно в копном суде, поскольку его приговор (решение) можно было исполнить немедленно.
В некоторых местах копа, будучи всё ещё жизнеспособной, сохранялась, хотя и в ослабленном виде в структурах нового управления. Но сходатаи уже не могли доказать справедливость своих требований, кроме как давностью своего права. Всё чаще помещик говорил: «Я на голое слово мужицкое платить не приказываю». Иногда помещики просто уводили своих крестьян с копы, а в XVII веке некоторые помещики и вовсе запретили своим крестьянам «принимать участие в общинных судах».